# Milkybar
Milkybar, được gọi là Galak ở lục địa Châu Âu và Châu Mỹ Latinh, là một loại bánh kẹo sô cô la trắng được sản xuất bởi Nestlé từ năm 1936 và được bán trên toàn thế giới. Theo Nestlé, Milkybar/Galak không chứa màu nhân tạo, hương vị hoặc chất bảo quản. Tại Úc và New Zealand, Milkybar không chứa bơ ca cao và do đó không được dán nhãn là sô cô la.